# Tribunal spécial pour le crime d'agression contre l'Ukraine
 (août 2025).
Le Tribunal spécial pour le crime d'agression contre l'Ukraine est une juridiction pénale internationale ad hoc créée le 25 juin 2025,. Il est destiné à traduire en justice les individus portant la plus lourde responsabilité politique et militaire de l'agression contre l'Ukraine,,.

## Création
En 2022 et 2023, plusieurs organisations internationales ont annoncé leur soutien à la création d’un tribunal chargé de poursuivre le crime d’agression contre l’Ukraine, notamment le Conseil de l’Europe, la Commission européenne, l’Assemblée parlementaire de l’OTAN et le Parlement européen. 

### Propositions
Dès mars 2022, plusieurs propositions émergent pour tenter de juger l'agression contre l'Ukraine. En avril 2022, l'Assemblée parlementaire du Conseil de l'Europe a appelé à la création d'un tribunal pénal international ad hoc. En septembre 2022, le Conseil de l'Europe a proposé de créer un tribunal qui aurait pour mandat « d'enquêter et de poursuivre le crime d'agression » commis par « les dirigeants politiques et militaires de la Fédération de Russie ». Selon la proposition du Conseil de l'Europe, le tribunal devrait être situé à Strasbourg, « appliquer la définition du crime d'agression » établie par le droit international coutumier et « avoir le pouvoir de délivrer des mandats d'arrêt internationaux et ne pas être limité par l'immunité des États ou l'immunité des chefs d'État et de gouvernement et des autres représentants de l'État ».
Le gouvernement ukrainien a appelé à la création d’un tel tribunal,.
En novembre 2022, l'Assemblée parlementaire de l'OTAN a désigné la Fédération de Russie comme organisation terroriste et a appelé la communauté internationale à « prendre des mesures collectives en vue de créer un tribunal international chargé de poursuivre le crime d'agression commis par la Russie dans sa guerre contre l'Ukraine »,. La Commission européenne a déclaré que l' Union européenne (UE) s'efforcerait de créer un tribunal pénal ad hoc pour enquêter sur le crime d'agression commis par la Russie et poursuivre les auteurs,,,,,,,. Le même mois, le Parlement européen a également désigné la Russie comme un État soutenant le terrorisme, citant des attaques contre des civils, des crimes de guerre et divers autres atrocités. 
Le 19 janvier 2023, le Parlement européen a appelé à la création d'un tribunal international chargé d'enquêter et de poursuivre les responsables russes et biélorusses pour le crime d'agression commis contre l'Ukraine, en complément de l'enquête de la Cour pénale internationale en Ukraine. La résolution a été adopté par 472 voix pour, 19 contre et 33 abstentions. 

#### Groupe restreint
Fin février 2023, le ministre ukrainien des Affaires étrangères, Dmytro Kuleba, a déclaré qu'un « groupe restreint » (en anglais : core group) pour la création du tribunal existait, comprenant une représentation du Guatemala. En mars 2025, le groupe restreint a tenu sa quatorzième et dernière réunion, achevant la préparation technique des projets de trois documents : un accord bilatéral entre l'Ukraine et le Conseil de l'Europe pour la création du tribunal, le Statut du tribunal, et un document de gestion. Le tribunal devait probablement siéger à La Haye. Il était prévu que les procès par contumace pour poursuivre les dirigeants russes pendant leur mandat soient exclus. La formalisation prévue des accords devait être signée par les autorités ukrainiennes le 9 septembre 2025, suivie d'un vote de l'Assemblée parlementaire du Conseil de l'Europe. 
En janvier 2025, après l'entrée en fonction d'une nouvelle administration aux États-Unis, ces derniers se retirent du groupe restreint.

### Centre international pour la poursuite du crime d'agression
À la suite des négociations soutenues par l'Union européenne (UE) en mars 2023, un Centre international pour la poursuite du crime d'agression (CIPCA) a été créé en juillet 2023 par Eurojust afin de recueillir les preuves et coordonner les actions judiciaires liées à l'invasion russe de l'Ukraine en tant que crime d'agression. La création du centre a été considérée comme une première étape vers une véritable juridiction. Les objectifs du Centre de poursuite incluraient le soutien à l'échange de preuves et la coordination des stratégies d'enquête et de poursuite. Une équipe commune d'enquête de l'Union européenne, comprenant des représentants ukrainiens, lituaniens, lettons, estoniens, polonais et roumains ont participé à la création du Centre de poursuite.
La création du Centre de poursuite a été la première mesure institutionnelle visant à enquêter sur un crime d'agression spécifique depuis la Seconde Guerre mondiale. En effet, le Statut de Rome de la Cour pénale internationale, tel qu'il a été modifié par l'amendement de Kampala (adopté en 2010 et entrée en vigueur en 2018), précise en son article 15bis que la Cour pénale internationale peut juger le crime d'agression seulement lorsque à la fois l'État qui subi l'agression et celui qui l'a perpétrée sont tous deux parties au Statut de Rome et ont ratifié l'amendement de Kampala. Ni la Russie, ni la Biélorussie – ni, à cette époque, l'Ukraine– n'étant partie au Statut de Rome et à l'amendement de Kampala, la Cour pénale internationale ne peut pas juger de l'agression contre l'Ukraine,.
La CPI a fat part de sa volonté de soutenir et de coopérer avec le Centre de poursuite.

### Établissement officiel

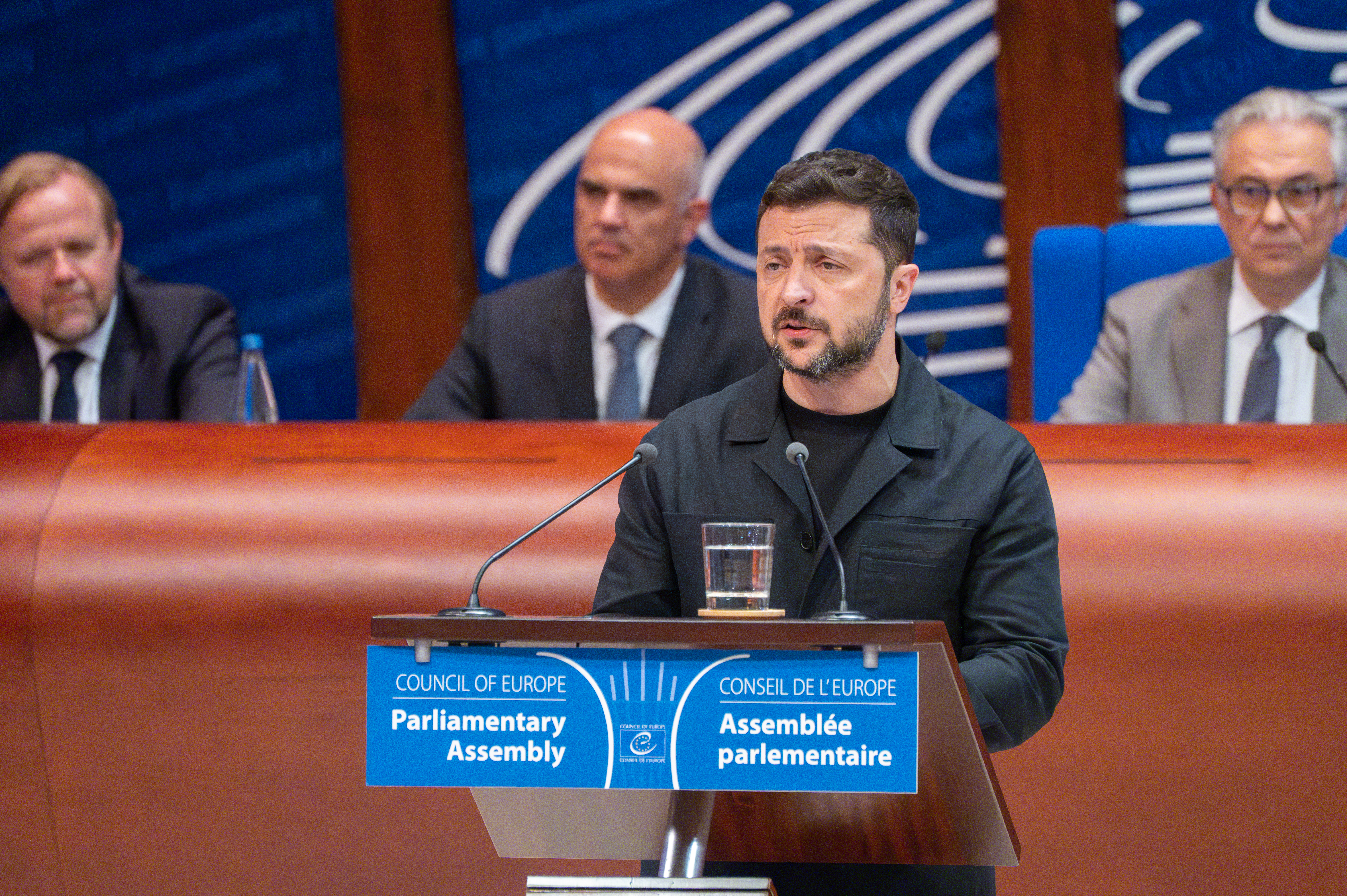
Discours du Président de l'Ukraine, Volodymyr Zelensky devant l'Assemblée parlementaire du Conseil de l'Europe, le 25 6 2025

Le 9 mai 2025, des représentants de 35 États et du Conseil de l'Europe se sont réunis à Lviv, en Ukraine et, avec le soutien de la Haute représentante de l'Union européenne pour les affaires étrangères et la politique de sécurité, Kaja Kallas, et du commissaire européen, Michael McGrath, et ont convenu de procéder à la création du tribunal proposé, affirmant que les instruments juridiques étaient techniquement complets. Une réunion de suivi du Comité des Ministres du Conseil de l'Europe était prévue les 13 et 14 mai à Luxembourg pour les prochaines étapes formelles de la création du tribunal. L'Ukraine y réitère formellement sa demande de création de la juridiction. 
Le 25 juin 2025, le Tribunal spécial a été officiellement créé par un traité international entre le Conseil de l’Europe et l’Ukraine, intitulé Accord entre le Conseil de l'Europe et l'Ukraine relatif à la création du Tribunal spécial pour le crime d'agression contre l’Ukraine,,. Cet accord est ratifié par la Rada suprême, le Parlement monocaméral de l'Ukraine, le 15 juillet suivant. 
À cet Accord se trouve annexé le Statut du Tribunal spécial pour le crime d’agression contre l’Ukraine,. 
L'Accord entre le Conseil de l'Europe et l'Ukraine renvoi également à la conclusion ultérieure d'un Accord partiel élargi du Conseil de l'Europe sur le Comité de direction du Tribunal spécial pour le crime d'agression contre l'Ukraine.

## Compétence du Tribunal
Le Tribunal a compétence pour poursuivre les individus portant la plus grande responsabilité dans le crime d'agression commis contre l'Ukraine. Le Statut définit ainsi le crime d'agression:

« (1) Aux fins du présent Statut, on entend par «crime d’agression» la planification, la préparation, le lancement ou l’exécution, par une personne effectivement en mesure de contrôler ou de diriger l’action politique ou militaire d’un État, d’un acte d’agression qui, par sa nature, sa gravité et son ampleur, constitue une violation manifeste de la Charte des Nations Unies.
(2) Aux fins du paragraphe 1 du présent article, on entend par «acte d’agression» l’emploi par un État de la force armée contre la souveraineté, l’intégrité territoriale ou l’indépendance politique d’un autre État, ou de toute autre manière incompatible avec la Charte des Nations Unies. »

— Statut du Tribunal spécial pour le crime d’agression contre l’Ukraine, Article 2 - Définition du crime d'agression, §§1-2
Le paragraphe 3 de cet article 2 précise que pour déterminer ce qui constitue « par sa nature, sa gravité et son ampleur, une violation manifeste de la Charte des Nations Unies », le Tribunal doit s'appuyer sur la résolution 3314 (XXIX) Définition de l'agression, de l'Assemblée générale des Nations Unies, et les autres résolutions pertinentes de l'Assemblée générale, parmi lesquelles celles mentionnées par le préambule de l'Accord entre le Conseil de l'Europe et l'Ukraine (résolutions 68/262, 71/205, 73/194, 76/70, ES-11/1, ES-11/6, 79/184).
L'article 1er du Statut précise que la compétence territoriale du Tribunal est fondée sur la compétence territoriale de l'Ukraine.
En revanche, cet article 1er ne prévoit aucune limitation temporelle à la compétence du Tribunal, ce qui l'autorise à juger non seulement les responsables de l'invasion à grande échelle débutée en 2022, mais également ceux de l'invasion et de l'occupation illégales de la Crimée en 2014 et de la Guerre du Donbass. Cela contraste avec le Registre des dommages causés par l'agression de la Fédération de Russie contre l'Ukraine (uk), créé par le Conseil de l'Europe, qui est limité aux dommages survenus depuis le 24 février 2022. 

### Droit applicable
En ce qui concerne le droit applicable, en vertu de l'article 3 du Statut, le Tribunal applique en premier lieu son Statut et son Règlement de procédure et de preuve, en second lieu les traités internationaux pertinents, le droit international coutumier, et les principes généraux du droit international public si nécessaire et, à défaut, le droit pénal matériel pertinent de l'Ukraine:Art. 1–3.
Tout comme la Cour pénale internationale, le Tribunal présente des garanties procédurales fondamentales, notamment le droit à un procès équitable, le droit de ne pas être jugé deux fois pour le même comportement, la présomption d'innocence et le droit de ne pas participer à sa propre incrimination:Art. 16–19,.

## Organisation du Tribunal
Le Tribunal spécial se compose de trois organes principaux : les Chambres, le Bureau du Procureur et le Greffe:Art. 6. Le Tribunal est dotée de la personnalité juridique internationale et de la personnalité juridique dans les ordres juridiques nationaux, y-compris en Ukraine. La Tribunal est représenté par son Président.

### Les chambres
Les Chambres sont composées de :
- Un juge agissant en tant que juge de la mise en état, qui examine l'acte d'accusation et peut émettre des ordonnances et des mandats[36]:Art. 7(1)(a); Art. 25:
- Trois juges siégeant à la Chambre de première instance, qui conduisent le procès, examinent les preuves et rendent les jugements et prononcent les peines[36]:Art. 7(1)(b); Art. 26:
- Cinq juges de la Chambre d'appel, qui statuent sur les appels contre les condamnations, les acquittements ou les peines[36]:Art. 7(1)(c); Art. 40–42.

Les juges sont élus par le Comité de direction du Tribunal par un scrutin à bulletin secret à la majorité absolue, sur une liste de 15 membres pour des mandats échelonnés de neuf ans. Ils doivent être de haute moralité et pleinement indépendants. Deux juges ne peuvent être ressortissants d'un même État:Art. 8. 
Un comité consultatif indépendant fait des recommandations au Comité de direction sur les candidats les plus aptes à siéger. Ce comité se compose de sept juges issus des plus hautes juridictions nationales des États du Comité de direction, ou d'anciens juges ayant siégé dans les juridictions pénales internationales, ou d'autres juristes très respectés disposant d'une solide expérience du droit international, notamment du droit pénal international:Art. 8(3). 
Le Président du Tribunal est élu par les juges pour un mandat renouvelable de trois ans et préside la Chambre d'appel. Un Vice-président, qui supplée le Président, est élu dans les mêmes conditions :Art. 7(4–5). Le Président désigne les juges de la mise en état et attribue les dossiers aux chambres de première instance pour chaque affaire soumise par le Procureur. Le juge de la mise en état, contrairement à la Chambre préliminaire composée de trois juges de la CPI, ressemble davantage à la formation du magistrat statuant seul utilisée par la Cour européenne des droits de l'homme pour statuer sur la recevabilité.
La chambre d'appel dispose des mêmes pouvoirs que les chambres de première instance, et entend les appels des jugement rendus par ces dernières ou contre certaines décisions préliminaires ou liées à la procédure, et statue sur les requêtes en révision. La chambre d'appel peut renvoyer l'affaire à une chambre de première instance, dans son intégralité ou sur une certaine question de fait:Art. 40 à 43.

### Le Bureau du Procureur
Le Bureau du Procureur est un organe indépendant du Tribunal, chargé de mener des enquêtes et d'exercer des poursuites impartiales contre ceux qui portent la plus grande responsabilité dans le crime d’agression contre l’Ukraine:Art. 9(1).
Le procureur doit être une personne de haute moralité, démontrant le plus haut niveau de compétence professionnelle, avec une expérience substantielle dans la conduite d’enquêtes et de poursuites complexes dans des affaires pénales graves:Art. 10(1).
Le Procureur est assisté d’au moins un procureur adjoint et d’autres membres du personnel nécessaires pour s’acquitter de ses fonctions de manière efficace et efficiente:Art. 9(2). Le Procureur et les Procureurs adjoints sont élus au scrutin secret à la majorité absolue des membres du Comité de direction, sur la base d’une liste restreinte préparée par le comité consultatif indépendant, pour un mandat de sept années, non renouvelable:Art. 10(2–4).
Le Procureur et ses adjoints ne peuvent solliciter ni recevoir d'instruction d'aucun gouvernement ni d'aucune autorité et ne peuvent exercer aucune autre activité professionnelle pendant l'exercice de leurs fonctions:Art. 9(1).
Afin de garantir l’impartialité, toute personne faisant l’objet d’une enquête ou de poursuites peut demander la récusation du Procureur ou des procureurs adjoints pour cause de conflit d’intérêts ou de manque d’indépendance ; ces demandes sont tranchées par la Chambre d’appel du Tribunal:Art. 10(5–6).

#### Rôle du Procureur général d'Ukraine
Les procédures devant le Tribunal spécial sont ouvertes par le Procureur général d'Ukraine qui « renvoie » toute affaire pénale, information ou preuve relatif au crime d'agression au Procureur du Tribunal spécial :Art. 23(1),.

### Le Greffe
Le Greffe est le principal organe administratif du Tribunal et est responsable de son administration générale :Art. 11(1).
Le Greffe est dirigé par le Greffier, qui doit être une personne de haute moralité et possédant une vaste expérience dans la gestion des institutions internationales de justice pénale:Art. 12(1). Le Greffier est élu par les juges siégeant en séance plénière et formellement nommé par le Secrétaire Général du Conseil de l'Europe pour un mandat renouvelable de quatre années:Art. 12(2). Le Secrétaire général nomme également les autres membre du greffe et les autre personnels du Tribunal spécial, tels que les enquêteurs auprès du bureau du Procureur.
Le Greffe comprend plusieurs unités spécialisées :
- Une Unité d'aide aux victimes et aux témoins, qui fournit des mesures de protection, des dispositifs de sécurité, des conseils et d'autres formes d'assistance aux témoins et aux victimes menacées pour leur témoignage. Elle organise également la représentation collective des victimes devant le Tribunal[36]:Art. 11(3)(a);
- Une Unité de détention, qui gère les conditions de détention des suspects et des accusés[36]:Art. 11(3)(b);
- Une Unité de la défense indépendante, qui participe aux droits de la défense en tenant à jour une liste d'avocats, en fournissant des recherches juridiques, un soutien à la collecte de preuves, des conseils et en comparaissant devant le Tribunal sur des questions spécifiques si nécessaire [36]:Art. 11(3)(c).

Le Greffier agit en tant qu'interlocuteur pour la communication du Tribunal avec les États et autres entités (sauf lorsque le Procureur dispose de canaux de communication directs en vertu du Statut):Art. 11(4). Le Greffier peut également coordonner avec les autorités nationales la prise en charge des accusés et est responsable de la sécurité intérieure dans les locaux du Tribunal en consultation avec le Président, le Procureur et l'État hôte:Art. 11(5–6).
Les nominations au sein du personnel du Greffe doivent garantir l’équilibre géographique, la représentation des sexes et une haute compétence professionnelle:Art. 13.

### Le Comité de direction
Le Comité de direction du Tribunal spécial est composé des représentants de tous les États parties à l'Accord partiel élargi. Cet organe n'est pas établit par le Statut mais directement par l'Accord entre le Conseil de l'Europe et l'Ukraine, et s'apparente à l'Assemblée des États parties du Statut de Rome de la Cour pénale internationale.
Son rôle principal est d'élire les juges et le Procureur parmi les noms proposés par ses membres (qui ne sont pas nécessairement de la nationalité de l'État qui a soumis le nom) après avis du comité consultatif indépendant:Art. 10,. Il approuve également le budget du Tribunal, le rapport annuel d'activité soumis par le Président du Tribunal, et les modification de l'Accord entre le Conseil de l'Europe et l'Ukraine.
Il a aussi pour mission de s'assurer du bon fonctionnement du Tribunal, de son financement et de se bonne administration générale, d'assurer la coopération de ses membres et membres associés entre eux et avec le Tribunal, et d'élaborer des recommandations ou des stratégies dans ce sens, d'organiser le financement des détentions, des remises en liberté et de la protection des témoins et de préparer la dissolution ordonnée du Tribunal le cas échéant.

## Fonctionnement du Tribunal

### Langue de travail et Règlement de procédure et de preuve
La langue de travail du Tribunal est l'anglais:Art. 14(1). Le Règlement de procédure et de preuve peut autoriser l'emploi d'autres langues dans des circonstances particulières (telle que la langue de l'accusé), en tenant compte des langues officielles du Conseil de l'Europe :Art. 14(1)qui sont l'anglais et le français.
Le Règlement de procédure et de preuve régit la conduite des enquêtes, les phases préliminaires, de procès et d'appel, l'admission des preuves, la représentation des victimes, la protection des témoins, la protection des données et la coopération avec d'autres organisations internationales :Art. 15(1). Il est adopté par les juges en séance plénière à la majorité des deux tiers et doit répondre aux normes les plus élevées de la procédure pénale internationale afin de garantir des procédures équitables et rapides:Art. 15(1). Des amendements peuvent être proposés par les États membres du Comité de direction, les juges, le Procureur ou le Greffier et doivent être adoptés selon la même procédure:Art. 15(2–4). Le Règlement est conforme au Statut du Tribunal et ce dernier prévaut toujours sur le Règlement en cas de conflit:Art. 15(5).

### Poursuites
Le juge de la mise en état examine l'acte d'accusation préparé par le Procureur, dans lequel ce dernier présente les charges. S'il est convaincu qu'il existe des preuves suffisantes pour fournir des motifs raisonnables de croire qu'une personne a commis un crime relevant de la compétence du Tribunal, l'acte d'accusation est confirmé:Art. 25(2).
Dans ce cas, le juge de la mise en état peut, sur demande du Procureur, décerner des ordonnances et des mandats d'arrêt, de détention, d'amener ou de remise du suspect:Art. 25(3).
Bien que l'application des immunités a été en principe écartée par l'Accord et le Statut:Art. 23(4), si l'acte d'accusation concerne un chef d'État, un chef de gouvernement ou un ministre des Affaires étrangères en exercice, le juge de la mise en état suspend la procédure jusqu'à ce que l'intéressé cesse d'exercer ses fonctions ou qu'il a informé le Tribunal qu'il renonçait à son immunité:Art. 23(5); Art. 25(2),,.
Le Tribunal peut tenir un procès par contumace si l'accusé ne comparaît pas après avoir été dûment notifié. En cas de condamnation par contumace, le condamné a droit à un nouveau procès s'il se présente ultérieurement en personne, sauf s'il y renonce ou s'il accepte le jugement:Art. 28.

### Peines et exécution
La décision écrite et motivée des juges de la Chambre de première instance est rendue dans les dix mois suivant la date de clôture des plaidoiries, sauf circonstances particulières justifiant un délai de quinze mois:Art. 35(6). C'est la première fois que le statut d'un tribunal pénal international impose un délai de jugement.
Le Tribunal peut prononcer des peines d'emprisonnement pouvant aller jusqu'à trente ans, ou la réclusion à perpétuité si l'extrême gravité du crime et les circonstances individuelles le justifient. Des amendes et la confiscation des biens peuvent être prononcées en plus de l'emprisonnement:Art. 36. Les peines sont ici semblables à celles prévues par le Statut de Rome de la CPI.
L'exécution des peines a lieu dans les États ayant conclu un accord avec le Tribunal, ou en Ukraine en l'absence d'accord. Les peines ne peuvent être exécutées dans l'État qui accueil le siège du Tribunal:Art. 49.

### Coopération avec la Cour pénale internationale
Le Statut du Tribunal lui permet de coopérer avec divers acteurs, et de conclure des accords à cette fin, dont les États membres du Comité de direction, les Nations Unies, d'autres organisations internationales, et en particulier les autorités ukrainiennes, mais il réserve une place particulière à la Cour pénale internationale.
Le préambule de l'Accord entre le Conseil de l'Europe et l'Ukraine rappelle que le Tribunal spécial a été créé pour pallier l'impossibilité de la Cour pénale internationale de juger le crime d'agression contre l'Ukraine. Le Statut du Tribunal spécial précise qu'il ne porte pas atteinte aux obligations existantes en vertu du Statut de Rome. En outre, le Tribunal spécial laisse la priorité aux procédures engagées devant la Cour pour les personnes à l'encontre desquelles cette dernière a décernée un mandat d'arrêt et qui se trouve dans le centre de détention de la Cour:Art. 46.

## Analyse

### Avant juin 2025
En 2023, certains juristes internationaux ont critiqué le tribunal proposé. Kevin Jon Heller a fait état de préoccupations pratiques, notamment en matière de remise des suspects et de collecte de preuve. Il craint que le tribunal ne sera pas nécessairement « en mesure de poursuivre les responsables russes bénéficiant de l'immunité ratione personae » et a exprimé des inquiétudes quant à la « sélectivité de la justice pénale internationale » qu'il traduirait.  Sergey Vasiliev a soutenu qu'un tribunal ad hoc ne serait pas en mesure d'assurer la présence du Président de la fédération de Russie ou d'autres accusés en l'absence de coopération russe. 
En revanche, Carrie McDougall a soutenu qu’un tribunal ad hoc était la meilleure option disponible pour juger ce cas particulier d’agression pour lequel la Cour pénale internationale n’a pas compétence.
L'idée est également soutenue par Evhen Tsybulenko et Henna Rinta-Pollari, qui ont déclaré : « l'approche la plus appropriée pour poursuivre le crime dans le contexte de la guerre russo-ukrainienne est d'établir un tribunal international ad hoc, soit par le biais d'un traité signé par les Nations Unies et l'Ukraine sur la base d'une saisine de l'Assemblée générale des Nations Unies et du Secrétaire général des Nations Unies, soit par un traité multilatéral entre l'Ukraine et d'autres États soutenus par les Nations Unies ». 

### Depuis juin 2025
En juin 2025, Pavel Latushko, membre de l'Administration nationale anti-crise de l'opposition biélorusse, a déclaré qu'il était certain qu'Alexandre Loukachenko serait inculpé par le Tribunal spécial, car il avait autorisé les forces russes à utiliser le territoire biélorusse pour envahir l'Ukraine en 2022, ce qui constitue une agression au sens de l'article 3 de la résolution 3314 (XXIX) de l'Assemblée générale des Nations Unies. 
Le professeur de droit Kevin Jon Heller a estimé que l'exigence de nationalités différentes pour tous les juges éliminait la possibilité de former des juges ukrainiens, puisqu'un seul juge ukrainien pouvait participer à la fois. Il s'est opposé à l'éventail des peines possibles, plaidant en faveur de la réclusion à perpétuité pour les responsables du crime d'agression. Heller s'est fermement opposé à l'article 23(1), qui confère au procureur général ukrainien le pouvoir exclusif d'engager des poursuites judiciaires. Il a déclaré que cet article confère de fait à l'Ukraine le contrôle du tribunal, ce qui, selon lui, est sans précédent dans le cas des tribunaux pénaux internationaux, et expose le tribunal au risque de changements politiques en Ukraine ou de corruption du procureur général ukrainien.